# Васильев, Дмитрий Максимович
Дми́трий Макси́мович Васи́льев (15 (28) февраля 1902, Москва — 1986, там же) — советский лыжник и тренер.
Заслуженный мастер спорта СССР (1934, знак № 18), заслуженный тренер СССР (1956).
16-кратный чемпион СССР (1924—1940) по лыжным гонкам. Выступал за Москву за клубы «Сокольники» (1920—1924), клуб Октябрьской революции (1925—1930), ЦДКА (1931—1941). Подполковник-инженер.
Старший брат — Николай (1893—1967) — чемпион России 1913, РСФСР 1920 по лыжным гонкам, заслуженный мастер спорта СССР (1937).

## Спортивные достижения

### Чемпионаты страны
|                 | Год  | Дистанция             | Место     |
| --------------- | ---- | --------------------- | --------- |
| Чемпионат РСФСР | 1921 | 30 км                 | 3-е место |
|                 | 1922 | 30 км                 | 4-е место |
| Чемпионат СССР  | 1924 | 30 км с общим стартом | чемпион   |
|                 | 1926 | 30 км с общим стартом | чемпион   |
|                 |      | 15 км                 | чемпион   |
|                 |      | 60 км с общим стартом | чемпион   |
|                 | 1927 | 30 км с общим стартом | чемпион   |
|                 |      | 16 км                 | чемпион   |
|                 | 1928 | 30 км                 | 2-е место |
|                 |      | 10 км                 | чемпион   |
|                 |      | 50 км с общим стартом | чемпион   |
|                 | 1932 | 30 км                 | чемпион   |
|                 | 1933 | 30 км                 | 2-е место |
|                 |      | 15 км                 | чемпион   |
|                 | 1934 | 15 км                 | 2-е место |
|                 |      | 30 км                 | чемпион   |
|                 | 1935 | 20 км                 | 3-е место |
|                 |      | 30 км                 | 3-е место |
|                 | 1937 | 50 км                 | чемпион   |
|                 | 1940 | 20 км                 | чемпион   |

Чемпион СССР в эстафетах:
- 1932 — сборная Москвы — смешанная эстафета 3×5 км (2 мужчины и женщина);
- 1933 — сборная Москвы — смешанная эстафета 5×5 км (3 мужчины и 2 женщины);
- 1935 — РККА — смешанная эстафета 10×5 км (5 мужчин, 2 мужчины старше 35 лет, 3 женщины).

Серебряный призёр чемпионата СССР в командной гонке:
- 1932 — сборная Москвы — военизированный ночной бег патрулей (без винтовок) 20 км.

### Многодневные гонки и пробеги
В 1926/1927 — участник пробега 4-х лыжников клуба Октябрьской революции (другие — Александр Немухин, Владимир Савин и Борис Дементьев) по маршруту Москва — Ленинград — Гельсингфорс — Стокгольм — Осло (2150 км) — 35 дней, из них 29 ходовых.
Участник 4-дневных гонок Ярославль — Москва (1938 — 232 км, 1939 — 229 км):
- 1938 — победитель, в составе ЦДКА-1 — победитель в командном зачёте;
- 1939 — 2-е место, в составе ЦДКА — 2-е место в командном зачёте.

### Международные старты
В чемпионатах СССР 1926, 1927 и 1935 вне конкурса участвовали лыжники Финского рабочего спортивного союза, которые во всех гонках почти все опередили лыжников СССР (в 1926 Васильев в гонке на 15 км опередил одного из финнов).
В 1928 году Васильев занял 2-е место в гонке на 30 км на I зимней рабочей Спартакиаде в Осло.

## Тренерская деятельность
- с 1934 — старший тренер лыжной команды ЦДКА[1]
- 1943—1948 — начальник отдела спорта ЦДСА[1]
- 1948—1961 — главный тренер Вооруженных Сил СССР по лыжному спорту[1]
- 1961—1962 — тренер сборной СССР по лыжным гонкам (мужчины)

## Книги
- Васильев Д. М. На лыжне / Лит. запись В. Викторова. — М.: «Молодая гвардия», 1956. — 184 с.

### Учебные пособия
Автор учебника, ряда учебных пособий и статей в журнале «Теория и практика физической культуры».
- Васильев Д. М. Тренировка лыжника. — М.: «Физкультура и туризм», 1936. — 48 с.
- Васильев Д. М. Лыжный спорт: Программа-пособие по подготовке инструкторов-общественников. — М.: «Физкультура и спорт», 1957. — 106 с.

## Награды
- орден Красной Звезды (1950)